# Оль, Андрей Андреевич
Андре́й Андре́евич Оль (1883—1958) — русский советский архитектор.

## Биография
Родителями Андрея Андреевича Оля были Андрей Иванович Оль (нем. Iogann Andreas Ohl; 1844—1907), банковский служащий, купец второй гильдии, прусский подданный, потомок немецких колонистов, и немка Мария Ивановна, урождённая Гох (1852—1902), дочь живописца и фотографа академика Ивана Андреевича Гоха.
Андрей Оль окончил реальное училище Карла Мая (1901) и Институт гражданских инженеров императора Николая I в 1910 году. Дипломная работа «Художественный музей для провинциального города».
Стажировался у финского архитектора Элиель Сааринена (1905—1906), затем у Фёдора Лидваля. В дореволюционные годы построил в стиле модерн дачу писателя Л. Н. Андреева в Ваммелсуу близ Териок (не сохранилась).

Дача Л. Н. Андреева

В 1916 году мобилизован в действующую армию и был направлен на Кавказский фронт в крепость Карс. В 1920 году демобилизован из рядов Красной Армии.
В 1920 после демобилизации вернулся в Петроград и до 1928 года возглавлял архитектурно-проектировочный отдел Свирско-Волховского строительства и заведовал архитектурно-проектировочным отделом «Электротока».
Преподаватель (1921—1958), профессор ИГИ-ЛИИКСа (с 1933).
Руководитель мастерской № 4 Ленпроекта (1934—1941), мастерской № 8 Ленпроекта (1944—1947).
Член-корреспондент Академии архитектуры СССР (1941).
Доктор архитектуры (1944).
В 1911—1912 годах жил в доме № 65 по Каменноостровскому проспекту.
В 1934—1956 годах А.А. Оль руководил мастерской Ленпроекта. Большой архитектурный проект, осуществляемый под руководством А.А. Оля в 1930-х – начале 1940-х годов — застройка жилых кварталов в ленинградском районе Автово. В проектировании Автово принимала участие дочь Оля — Галина Андреевна.
С 1940 года жил в «доме Бенуа» на Петроградской стороне в Ленинграде. 
В первые месяцы Великой Отечественной войны работал на маскировке особо важных объектов, в частности, Московского вокзала. В ноябре 1941 года был эвакуирован из Ленинграда, жил в Свердловске и Магнитогорске.
После войны принимал участие в восстановлении Петродворца.

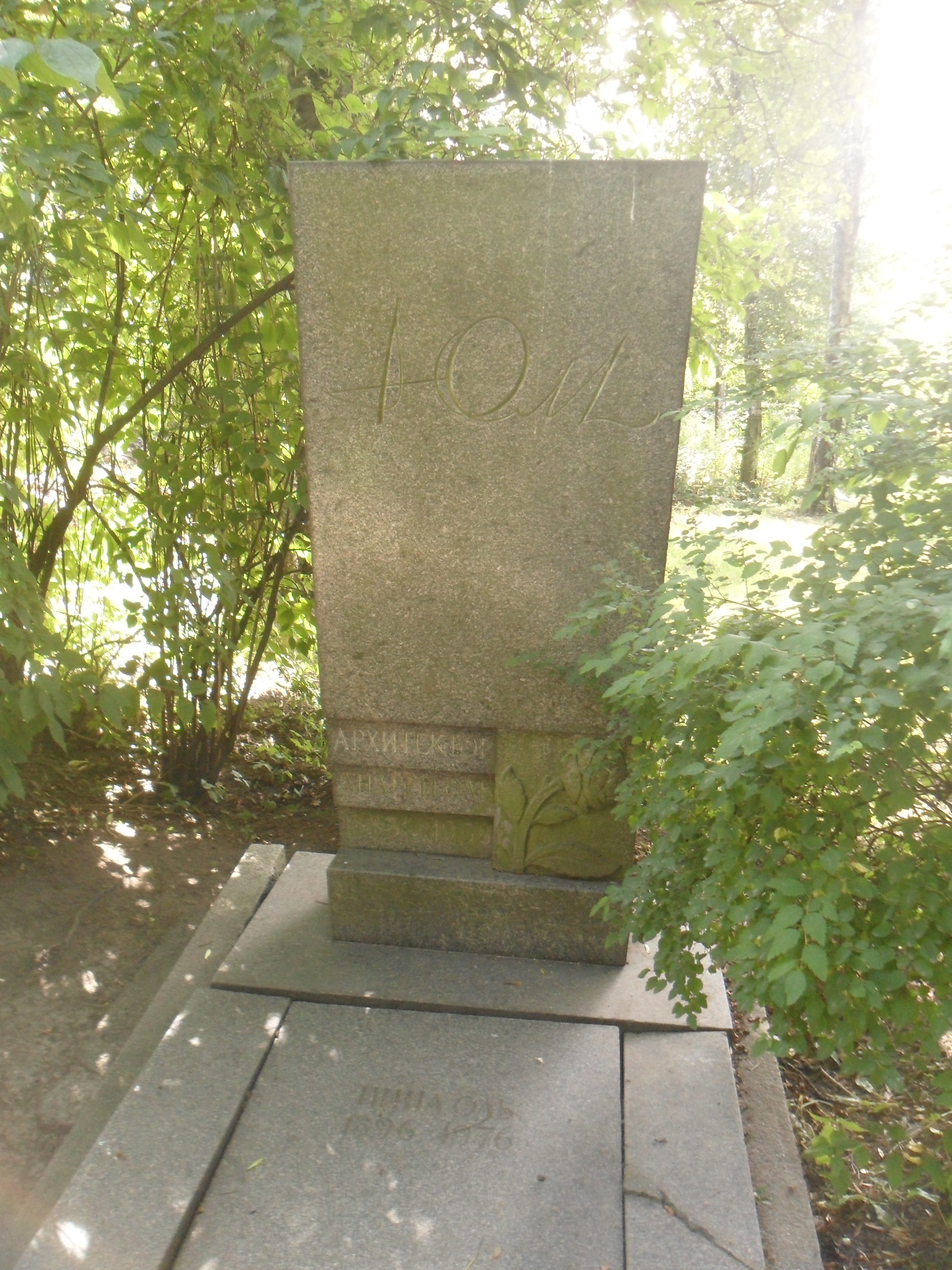
Могила А. А. Оля на Литераторских мостках Волковского кладбища в Санкт-Петербурге.

Умер 27 августа 1958 года в Ленинграде; похоронен на Литераторских мостках.

## Первые проекты
- Деревянный загородный дом писателя Леонида Андреева на Карельском перешейке в Райволе (1907);
- Деревянный жилой дом доктора Никольского в Усикирке (1909);
- Многоквартирный дом на Аптекарском проспекте в Петербурге;
- Особняк Кирхнера на берегу реки Плюссы в Левашове (1911)[12].

## Петроград — Ленинград. Проекты и постройки

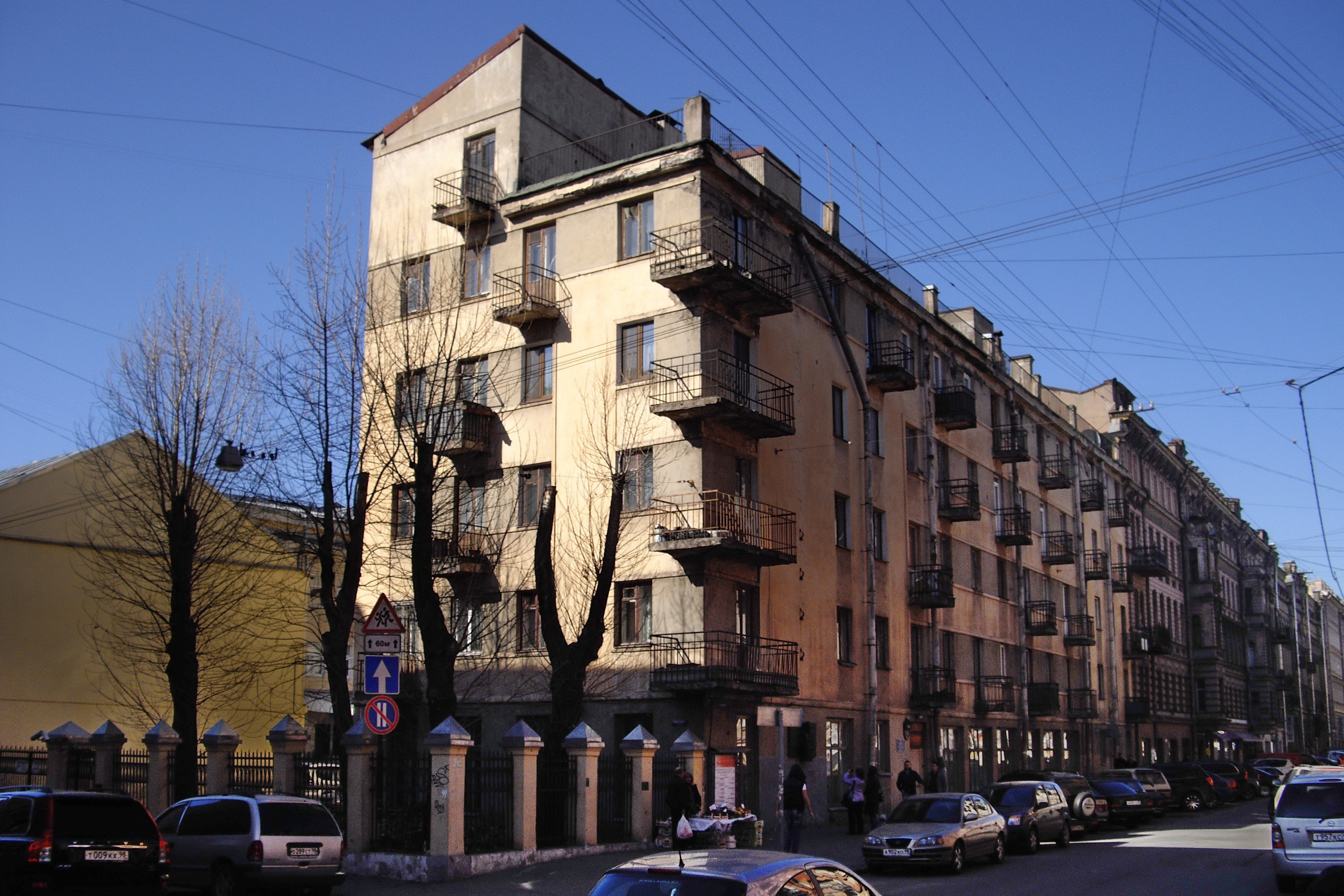
Улица Рубинштейна, дом 7 («Слеза социализма»).

- ТЭЦ «Уткина заводь» («Красный Октябрь») — Октябрьская наб., д. 108 (первая очередь в стиле неоклассицизма — 1914—1916, вторая очередь в стиле раннего функционализма — 1920—1926);
- Торговый дом «В. П. Липин и наследники» — Мучной пер., д. 2 (неоклассицизм, 1915 г.). В 2021 году исторический облик здания восстановлен, в нём открыт отель «Богема».
- Здание холодильника Ленинградского торгового порта (совместно с инженером М. Я. Штаерманом, 1926 г.);
- Дом-коммуна инженеров и писателей («Слеза социализма») — ул. Рубинштейна, 7 (1929—1931)[5];
- ОГПУ — НКВД — «Большой дом» на Литейном пр., д. 4 (1931—1933 гг.; соавторы: А. И. Гегелло, Н. А. Троцкий);
- Речной вокзал (1934 г.; соавтор М. М. Липкин);
- Жилой дом Управления Октябрьской железной дороги (1935—1938 гг.);
- Кварталы в Автове (1938—1940 гг.; соавтор С. Е. Бровцев);
- Кварталы малоэтажного строительства в Урицке и Сосновой Поляне (1945—1947 гг.).
- Фонтан-шутиха «Дубок» в Нижнем парке Петергофа был восстановлен А.А. Олем в 1952 году по сохранившейся оригинальной металлической веточке.

## Москва. Проекты и постройки
- Дворец Труда (1922; конкурс);
- Крытый Смоленский рынок (1926; соавторы Н. Е. Лансере, Т. Д. Каценеленбоген-Иоффе, М. Я. Штаерман; конкурс);
- Банк на Неглинной улице (1926—1927; конкурс заказной);
- Центросоюз на Мясницкой улице (1928; 2-й заказной конкурс);
- Дом культуры завода «Серп и молот» (1929);
- Пантеон — Памятник вечной славы великих людей Советской страны на Ленинских горах (1954; соавторы В. В. Попов, Т. Ф. Тарыкина; конкурс);

## Другие города. Проекты и постройки
- Кинотеатр на 750 мест в Киеве (1926; конкурс);
- Дом Советов (Мурманск) в Мурманске (1933);
- Санаторий ВЦСПС «Пикет» в Кисловодске (1937—1938; соавторы Е. И. Холмогоров, Д. К. Навалихин);
- Туберкулёзный санаторий ВЦСПС в городе Старый Крым (1940; соавторы Е. И. Холмогоров, Д. И. Тараканов);
- Магнитогорск, планировка квартала города (1942—1943; соавторы Г. А. Симонов, Е. А. Левинсон).
- Санаторий в Ессентуках.

## Семья
- Брат — Иван Андреевич Оль (1884—1943), ботаник, миколог, фитопатолог, кандидат биологических наук. С 1921 года — помощник заведующего библиотекой Ботанического института АН СССР, с 1930 года и до конца жизни — заведующий библиотекой Ботанического института. Его жена — Лидия Александровна Оль, урожд. Еленкина (1877—1942), сестра А.А.Еленкина — препаратор Ботанического института, библиограф, умерла в блокадном Ленинграде[13]. Иван Андреевич был эвакуирован летом 1942 года в Казань, но его организм был истощен в блокаду, и в феврале следующего года он умер[14]. 
  - Племянник — Александр Иванович Оль (1913—1996), астроном-геофизик, кандидат физико-математических наук. Участник Великой Отечественной войны.[15] Его жена — Зигрид Георгиевна Оль (урожд. Бауер; 1919—1965), племянница Н.П.Бауера.

1-й брак — Римма Николаевна Андреева (1881—1941), сестра писателя Леонида Андреева.
Дети:
- Галина Андреевна Оль (1910—1993), архитектор, историк архитектуры, кандидат наук[2]. Ее муж, Жуковский Павел Николаевич (1906—1942), архитектор, художник, умер в блокадном Ленинграде[17]. Их дети, Алексей и Андрей Жуковские, в 1942 году были эвакуированы из блокадного города, жили в детском интернате Архфонда и Худфонда в селе Емуртла [18].
- Кирилл Андреевич Оль[2]

2-й брак — Нина Марковна Сирвинт (1896—1976), искусствовед, историк архитектуры. Ее сестра, Зинаида Марковна Сирвинт-Шерман (1902—1971) — художница: училась в ВХУТЕМАСе у А.В. Лентулова, входила в творческую группу «Цех живописцев». Автор театральных декораций, оформляла книги, стояла у истоков основания костюмерного отделения московского Театрального художественно-технического колледжа.